# Djelovanje halucinogenih droga
Djelovanje halucinogenih droga
Psihodelici utječu na živčani sustav na vrlo specifičan način mijenjajući doživljaj realnosti, iskrivljujući percepciju, stvarajući iluzije, vizije svijeta u blještavilu i sjaju. Prostor i vrijeme, taktilni i slušni osjećaji su poremećeni, ljudski um doživljava potpuno novi svijet sličan snu, um oslobađa potpuno nova osjetila. Sve to može se svrstati kao duševni poremećaj prolaznog ali vrlo svjesno proživljenog. Sve navedeno može biti prožeto strahom, tjeskobom, otvorenom podsvijesti ali i zastrašujućim, štoviše i stravičnim doživljajima. 
Halucinogeni ne mjenjaju ili djeluju na autonomni sustav većim poremećajima. U većini velikog broja djelovanja halucinogena intoksicirani je potpuno pri svijesti te sposobnost pamćenja nije blokirana. Jedino velike doze i manji broj halucinogena mogu uzrokovati zbunjenost, hiperekscitaciju, amneziju, komu ali to nije specifično pravoj definiciji halucinogena. Autonomni živčani sustav ima promjene kao što su širenje zjenica, umjereno povišenje krvnog tlaka i tjelesne temperature te ubrzanje srčanog pulsa.
Podjela halucinogena moguća je na više baziranih načina i količinskih djelatnih doza. Pokušaji podjele dobivaju različite pristupe poput droga nespecifičnog halucinogenog djelovanja (kanabis, tujon-pelin, muškatni orah, iboga, kora banane) te vrlo specifičnog djelovanja (meskalin, psilocibin, LSD-25). Međutim, takva podjela je vrlo neodređena jer jaki oblik hašiša ili tujona može izazvati djelovanje istovjetno LSDu.
Sljedeća podjela određena je kemijskim sastavom droga. Psihoaktivni spojevi svrstavaju se u nekoliko skupina jer im molekule mogu biti vrlo različite. Najveći udio pripada derivatima triptamina (psilocibin, psilocin, DMT, DET, DPT, bufotenin, harmin/harmalin, LSD-25, ibogain, ergin, LSA), sljedeći udio feniletilaminima (meskalin, MDMA, MDA, STP, MMDA, TMA). Tropani (atropin, skopolamin, hiosciamin, biperden), izoksazola (ibotenična kiselina, muscimol, muskazon), dibenzopirana (THC) te aromatski eteri (safrol, miristicin, salvorin A i B ). Treća podjela može se grupirati na sintetske i biljne odnosno prirodne.